# Csontdaráló
A Csontdaráló (eredeti cím: The Longest Yard) 2005-ben bemutatott amerikai sportvígjáték, amely az 1974-es azonos eredeti című, magyarul Hajrá, fegyencváros! címen megjelent film feldolgozása. Sheldon Turner forgatókönyvéből Peter Segal rendezte.
A film főszereplője Paul Crewe (Adam Sandler), a Pittsburgh Steelers egykori profi hátvédje, aki jelenleg börtönbüntetését tölti. Szabadulásáért cserébe kénytelen rabtársaiból amerikaifutball-csapatot szervezni és a börtönőrök csapatával megmérkőzni. További szerepekben Chris Rock, James Cromwell, Nelly, William Fichtner és az eredeti film főszereplője, Burt Reynolds tűnik fel.

## Cselekmény
Az egykori NFL játékost, Paul Crewe-t (Adam Sandler) egy éjjelen ittas vezetésért letartóztatják, és három évre a texasi szövetségi börtönbe kerül. A börtönben ismerős is akad számára, egykori edzője Nate Scarborough (Burt Reynolds), aki életfogytiglani büntetését tölti. Barátokat is szerez magának, többek között James Farrellt (Chris Rock), aki a börtön intézője. A börtönigazgató arra kényszeríti Paul-t hogy alkosson egy csapatot a rabokból, hogy legyen egy nagy meccs a börtönőrök ellen.

## Szereplők
| Szerep                 | Színész           | Magyar hang         |
| ---------------------- | ----------------- | ------------------- |
| Paul "Wrecking" Crewe  | Adam Sandler      | Csőre Gábor         |
| James „Intéző” Farrell | Chris Rock        | Kálloy Molnár Péter |
| Nate Scarborough edző  | Burt Reynolds     | Beregi Péter        |
| Hazen börtönigazgató   | James Cromwell    | Barbinek Péter      |
| Brian Knauer           | William Fichtner  | Kálid Artúr         |
| Earl Megget            | Nelly             | Nagy Zsolt          |
| Deacon Moss            | Michael Irvin     | Kardos Róbert       |
| Sajtburger Eddy        | Terry Crews       | Rajkai Zoltán       |
| "Shrek" Switowski      | Bob Sapp          | Thuróczy Szabolcs   |
| Battle                 | Bill Goldberg     | Bácskai János       |
| Brucie                 | Nicholas Turturro | Harmath Imre        |
| Turley                 | The Great Khali   | Schneider Zoltán    |
| Babaarcú Bob           | Steve Reevis      | Varga Tamás         |
| Dunham őr              | Steve Austin      | Balázsi Gyula       |
| Lena                   | Courteney Cox     | Kiss Erika          |